# Dacryodes crassipes
Dacryodes crassipes är en tvåhjärtbladig växtart som beskrevs av Cornelis Kalkman. Dacryodes crassipes ingår i släktet Dacryodes och familjen Burseraceae. Inga underarter finns listade i Catalogue of Life.